# Desa Cimenteng (administrativ by i Indonesien, lat -6,64, long 107,83)
Desa Cimenteng är en administrativ by i Indonesien.   Den ligger i provinsen Jawa Barat, i den västra delen av landet, 120 km öster om huvudstaden Jakarta.